# Virgin Dischi
La Virgin Dischi è stata un'etichetta discografica italiana, attiva specialmente nella seconda metà degli anni '80.

## Storia
La Virgin Dischi nacque come emanazione in Italia della britannica Virgin Records. Nel 1983 l'azienda, che fino a quel momento in Italia si era appoggiata per la distribuzione alla Dischi Ricordi, decise di costituire un proprio marchio, che divenne la Virgin Dischi s.r.l., con sede a Milano, diretta da Luigi Mantovani; nello stesso tempo crearono anche la Virgin Retail Italy, per la gestione di megastore.
La sua politica fu duplice: da un lato mise sotto contratto artisti già noti che abbandonavano le loro vecchie case discografiche, come Edoardo Bennato o Riccardo Cocciante, dall'altro mise sotto contratto giovani artisti, a volte del circuito indipendente come i CCCP Fedeli alla linea.
Nel 1987 la Virgin firmò un accordo con la It di Vincenzo Micocci, nato per sostituire la RCA Italiana nella distribuzione della It, che però portò per un certo periodo all'uscita dei dischi della casa romana col doppio marchio, il proprio e quello della Virgin; l'accordo è stato scisso dopo una decina d'anni.

## Dischi
La datazione qui riportata si basa sull'etichetta del disco o sulla copertina; qualora nessuno di questi elementi abbia una datazione, è basata sulla numerazione del catalogo; talora è, infine, basata sul codice della matrice di stampa. Se esistenti, sono riportati, oltre all'anno, il mese e il giorno (quest'ultimo dato si trova, a volte, stampato sul vinile).
Poiché la catalogazione è progressiva, sono presenti anche i dischi usciti su etichetta It.

### 33 giri
| Numero di catalogo | Anno | Interprete                   | Titoli                                        |
| ------------------ | ---- | ---------------------------- | --------------------------------------------- |
| V 2294             | 1983 | Riccardo Cocciante           | Sincerità                                     |
| V 2336             | 1985 | Riccardo Cocciante           | Il mare dei papaveri                          |
| V 2515             | 1986 | Riccardo Cocciante           | Quando si vuole bene                          |
| EBLP 09            | 1987 | Edoardo Bennato              | OK Italia                                     |
| 2 EBLP 209         | 1987 | Edoardo Bennato              | Edoardo live                                  |
| EBLP 955           | 1989 | Edoardo Bennato              | Abbi dubbi                                    |
| ASV 03             | 1990 | Alberto Solfrini             | Giù la testa                                  |
| VDI 119            | 1991 | Giovanni Giusto              | Indubbiamente il fiuto ha una parte rilevante |
| VDI 133            | 1992 | Matia Bazar                  | Tutto il mondo dei Matia Bazar                |
| VDI 135            | 1992 | Joe Sarnataro e i Blue Stuff | È asciuto pazzo 'o padrone                    |

### 45 giri
| Numero di catalogo       | Anno            | Interprete                           | Titoli                                                 |
| ------------------------ | --------------- | ------------------------------------ | ------------------------------------------------------ |
| VIN 45090                | 1983            | Riccardo Cocciante                   | Sulla terra io e lei/Di notte                          |
| VIN 45215                | 1987            | Patty Pravo                          | Pigramente signora                                     |
| VIN 45229                | 1987            | Edoardo Bennato                      | OK Italia/Era una festa                                |
| VIN 45232                | 14 maggio 1987  | CCCP Fedeli alla linea               | Oh! Battagliero/Guerra e pace                          |
| VIN 45282                | 1988            | CCCP Fedeli alla linea e Amanda Lear | Tomorrow (Voulez-Vous Un Rendez-Vous)/Inch'Allah-Ca Va |
| VIN 45309                | 1990            | Edoardo Bennato                      | W la mamma/Abbi dubbi                                  |
| VIN 45319                | 1990            | Edoardo Bennato                      | Vendo Bagnoli/ZEN                                      |
| VIN 45321                | 1991            | Marco Carena                         | Serenata/Accessori auto                                |
| VIN 45323 (etichetta IT) | 20 ottobre 1991 | Marco Conidi                         | La porta del cielo/Chi l'ha detto che l'anima non c'è  |
| VIN 45324                | 1991            | Riccardo Cocciante                   | Se stiamo insieme/Se stiamo insieme (strumentale)      |
| VIN 45332                | 1991            | Marco Carena                         | Buon Natale/Dimmi...l'amore                            |
| VIN 45330                | 1992            | Edoardo Bennato                      | Il paese dei balocchi/Buon compleanno bambina          |

### CD
| 1993 | Kunstler Cammariere & Stress band | I ricordi e le persone |